# Christoph Albrecht
Pour les articles homonymes, voir Albrecht.
Christoph Albrecht est un organiste, musicologue, pédagogue, chef d'orchestre et compositeur allemand, né à Salzwedel le 4 janvier 1930 et mort le 24 septembre 2016 à Berlin.

## Biographie
Albrecht étudie l'orgue avec Günther Ramin. De 1943 à 1948, il sert à l'église Sainte-Marie de Salzwedel. En 1953, il est nommé cantor à la cathédrale de Naumbourg et lecteur à Kirchenmusikschule à  Halle. En 1960, il devient directeur de Kirchenmusikschule de Dresde. De 1976 à 1992, il est organiste et chef de chœur à église Sainte-Marie de Berlin. Actuellement, il conserve ses activités de chef d'orchestre, professeur d'orgue, lecteur et organiste.

## Carrière
Il tourne en tant qu'organiste et se produit dans de nombreux récitals en Europe et aux États-Unis. Il est l'auteur de plusieurs études sur la liturgie et l'hymnologie. Ses écrits concernent également la musique sacrée du XVIe siècle au XVIIIe siècle. Il a publié plusieurs pièces oubliées du répertoire de cette période.

## Œuvres

### Musique
- Psalmensuite
- Fuga variata in d
- Toccata in h

### Écrits
- Geistliches Chorbuch alter Meister des 16.–18. Jahrhunderts. Merseburger, Kassel 1978,  (ISBN 3-87537-162-3).
- Interpretationsfragen. Probleme der kirchenmusikalischen Aufführungspraxis von Johann Walter bis Max Reger (1524–1916). Berlin 1981.
- Einführung in die Hymnologie. 3. Auflage. Vandenhoeck & Ruprecht, Göttingen 1987,  (ISBN 3-525-57177-1).
- Einführung in die Liturgik. Vandenhoeck & Ruprecht, Göttingen 1995,  (ISBN 3-52557-194-1).

## Source de traduction
- (de) Cet article est partiellement ou en totalité issu de l’article de Wikipédia en allemand intitulé « Christoph Albrecht (Komponist) » (voir la liste des auteurs).